# Царь Земли
«Царь Земли» (англ. The Earth King) — восемнадцатый эпизод второго сезона американского мультсериала «Аватар: Легенда об Аанге».

## Сюжет
Когда к команде возвращается Аппа, Сокка предлагает рассказать Царю Земли о предательстве Лонг Фенга и затмении, которое ослабит нацию Огня. Однако Катара не согласна, ведь Лонг Фенг всё держит под контролем, но Сокку поддерживает Аанг, и команда отправляется во дворец царя. Предупреждённая охрана, состоящая из магов земли, атакует Аватара и его друзей, но им удаётся миновать стражу, которую они побеждают по пути. Проникнув во дворец, команда ищет комнату царя. Вернувшись домой с Зуко, дядя Айро хвалит племянника за то, что тот отпустил Аппу, но Зуко чувствует себя плохо и падает в обморок. Команда Аватара вламывается в покои царя. Он просит их бросить оружие, чтобы заслужить доверие, и они это делают, но их хватают Дай Ли. Царь Земли прислушивается к своему советнику Лонг Фенгу, но его медведю нравится Аанг, и правитель выслушивает Аватара. Он рассказывает царю, что идёт война, начавшаяся 100 лет назад, но от государя это скрывали Дай Ли, чтобы установить контроль над городом. Аанг также говорит, что Лонг Фенг шантажировал их бизоном и убил Джета, но царь не верит. Начальник Дай Ли врёт, что никогда не видел зубров, и тогда Аанг по идее Сокки сдувает его мантию, и виден укус Аппы на ноге Лонг Фенга. Царь решает во всём разобраться.
Дядя Айро заботится о больном племяннике. Царь Земли путешествует с командой Аватара на поезде, поражаясь многолюдности в нём. Он говорит, что никогда не был за пределами дворца, а также мечтает прокатиться на Аппе. Команда везёт его к озеру Лаогай, под которым Дай Ли вершили свои злодеяния, но когда они прибывают, спуск вниз уничтожен. Друзья считают, что Дай Ли замели улики, но царь не верит и уходит. Тогда Аанг решает прокатить монарха на Аппе до стены города, где должен был остаться бур. Зуко снится, будто он Хозяин Огня, и синий дракон шепчет ему закрывать глаза, а красный — чтобы Зуко этого не делал. Команда Аватара показывает царю бур нации Огня, и тогда он верит им. Приходит Лонг Фенг и пытается оправдаться, но Царь Земли все равно приказывает Дай Ли арестовать его. Ночью правитель благодарит друзей за то, что они открыли ему глаза, и Сокка рассказывает ему о затмении, уговаривая царя вывести войска из Ба-Синг-Се в День Чёрного Солнца. Монарх соглашается. Затем в покои является генерал Хау, председатель Совета Пяти, высшего военного совета царя, и сообщает, что, обыскав кабинет Лонг Фенга, они нашли нечто интересное.
Там генерал показывает царю и команде Аватара досье на всех жителей, а также письма, которые перехватывал Лонг Фенг. Среди них письмо матери Тоф, которая прибыла в город увидеться с дочерью; письмо гуру Патика из Восточного храма воздуха для Аанга; письмо о флоте племени Воды, которое защищает Залив хамелеона под руководством Хакоды, отца Катары и Сокки. Дядя Айро говорит племяннику, что он болеет, потому что перерождается в нового человека после принятия смелого решения на озере. Команда решает разделиться. Аанг отправится к Гуру, Тоф — к матери, а Сокка — к отцу. Брат благодарит Катару, которая уступила ему это возможность, оставшись в Ба-Синг-Се помогать царю. На следующий день, прощаясь, Аанг хочет признаться Катаре в любви, но не успевает, потому что к ним подходит Сокка. Царь ещё раз благодарит Аватара, и ему сообщают, что с государем хотят встретиться 3 девушки, воины Киоши. Сокка говорит, что это Суюки с подругами, и царь готовится к приёму. Катара обнимает Аанга на прощание и целует в щёчку, а потом команда обнимается вместе. Сокка и Аанг улетают, а Зуко снится, что он в теле Аватара. Летя на Аппе, Сокка и Аанг радуются, что дела идут хорошо, но в тюрьме член Дай Ли сообщает Лонг Фенгу, что агенты всё ещё верны ему. Тоф приходит к предполагаемому дому матери, но внутри её ловят в металлическую ловушку Ксин Фу и мастер Ю. Воины Киоши прибывают к царю, но это оказываются переодетые Азула, Мэй и Тай Ли.

## Отзывы

Динамика оценок IGN к эпизодам 2 сезона мультсериала

Макс Николсон из IGN поставил эпизоду оценку 8,3 из 10 и написал, что «„Царь Земли“ стал важным поворотным моментом в Книге Второй и в мультсериале [в целом]». Рецензент отметил, что «ещё до того, как пересмотреть этот эпизод», он «вспомнил, насколько потрясающей была сцена» проникновения во дворец. Критик похвалил Фила Ламарра, посчитав, что он «идеально» озвучил царя, «проявляя нужную долю наивности при игре легковерного персонажа». Николсону показалась забавной ирония, что после фразы Сокки «Отныне у нас всё будет хорошо, отныне и навсегда», Тоф ловят Ксин Фу и мастер Ю, Дай Ли сообщают о верности Лонг Фенгу, а в город прибывает замаскировавшийся отряд Азулы.
Хайден Чайлдс из The A.V. Club тоже похвалил начальную сцену с проникновением во дворец, назвав её «самой потрясающей» из всех, которые «когда-либо присутствовали в сериале». Рецензент похвалил режиссёра Итана Сполдинга, написав, что «его сцена экшна визуально захватывающая, и за ней легко наблюдать». Критик также отметил финальные кадры с неприятными событиями и посчитал, что «Сокке нужно научиться не делать резких обобщений, потому что это всегда приводит к подобным вещам».